# Fireball (album)
Fireball peti je studijski album britanskog hard rock sastava Deep Purple, kojeg u Americi 1971. godine objavljuje diskografska kuća 'Warner Bros.', a u Velikoj Britaniji  'Harvest Records'. Ovo je njihov drugi album u postavi Mk II i prvi koji je došao na #1 britanske Top ljestvice albuma.

## Verzije
Hit singl bila je skladba "Strange Kind of Woman" (broj osam u Velikoj Britaniji), koja je inspirirana  boogiem. Originalna britanska verzija albuma uključuje skladbu "Demon's Eye" ali zato ne sadrži "Strange Kind of Woman", dok je obrnuto na američkom i japanskom izdanju.
Skladba "Strange Kind of Woman" postala je glavna osobina sastava na koncertnim izvedbama sve do danas, a izvodili su često i "Fireball", više kao dodatak. "Strange Kind of Woman" i "The Mule" pjavljuju se na uživo albumu Made in Japan iz 1972. godine.
"Anyone's Daughter" svirali su na turneji 1993. – 1994., dok su "Fools", "No One Came", "I'm Alone", "Demon's Eye" i "No No No", izvodili na raznim turnejama sve do 1996. godine.
Osim Iana Gillana, ostatak sastava ne smatra da je album klasičan. Međutim, čak i on je rekao za uključivanje skladbe "Anyone's Daughter" na album da; "Dobro je malo zabave, ali ipak je došlo do pogreške".

## Popis pjesama
Sve pjesme napisali su Ritchie Blackmore, Ian Gillan, Roger Glover, Jon Lord i Ian Paice, osim gdje je drugačije naznačeno.
1. "Fireball" – 3:25
2. "No No No" – 6:54
3. "Demon's Eye" – 5:19
4. "Anyone's Daughter" – 4:43
5. "The Mule" – 5:23
6. "Fools" – 8:21
7. "No One Came" – 6:28

### Bonus skladbe povodom 25. godišnjice
1. "Strange Kind of Woman" (a-strana remiks '96) – 4:07
2. "I'm Alone" (b-strana) – 3:08
3. "Freedom"  – 3:37
4. "Slow Train"  – 5:38
5. "Demon's Eye" (remiks '96) – 6:13
6. "The Noise Abatement Society Tapes" (Tradicionalna) – 4:17
7. "Fireball" (instrumental) – 4:09
8. "Backwards Piano" – 0:56
9. "No One Came" (remiks '96) – 6:24

### Originalno Američko/Kanadsko/Japansko izdanje
1. "Fireball" – 3:25
2. "No No No" – 6:54
3. "Strange Kind of Woman"* - 4:07
4. "Anyone's Daughter" – 4:43
5. "The Mule" – 5:23
6. "Fools" – 8:21
7. "No One Came" – 6:28

Zapažanja:
- Na brazilskom izdanju iz 1972., na popisu pjesama stoji "Demon's Eye", čak je otisnuta i na omotu albuma, ali na materijalu je snimljena "Strange Kind of Woman".

## Izvođači
- Ritchie Blackmore - gitara
- Ian Gillan - vokal
- Roger Glover - bas-gitara
- Jon Lord - orgulje, klavijature
- Ian Paice - bubnjevi

### Projekcija
- Snimanje između rujna 1970. i lipnja 1971. u 'De Lane Lea Studios', 'Olympic Studios' i 'The Hermitage'
- Projekcija - Martin Birch, Lou Austin i Alan O'Duffy
- Peter Mew – remastering originalnog albuma
- Tom Bender – Projekcija i miks na bonus skladbama '96

## Vanjske povenice
- Discogs.com - Deep Purple  - Fireball